# (48415) Dehio
(48415) Dehio – planetoida z grupy pasa głównego asteroid okrążająca Słońce w ciągu 3 lat i 247 dni w średniej odległości 2,38 j.a. Została odkryta 21 sierpnia 1987 roku w Karl Schwarzschild Observatory w Tautenburgu przez Freimuta Börngena. Nazwa planetoidy pochodzi od Georga Dehio (1850-1932), niemieckiego historyka sztuki. Przed nadaniem nazwy planetoida nosiła oznaczenie tymczasowe (48415) 1987 QT.